# Sint-Jacobuskerk (Borsbeek)

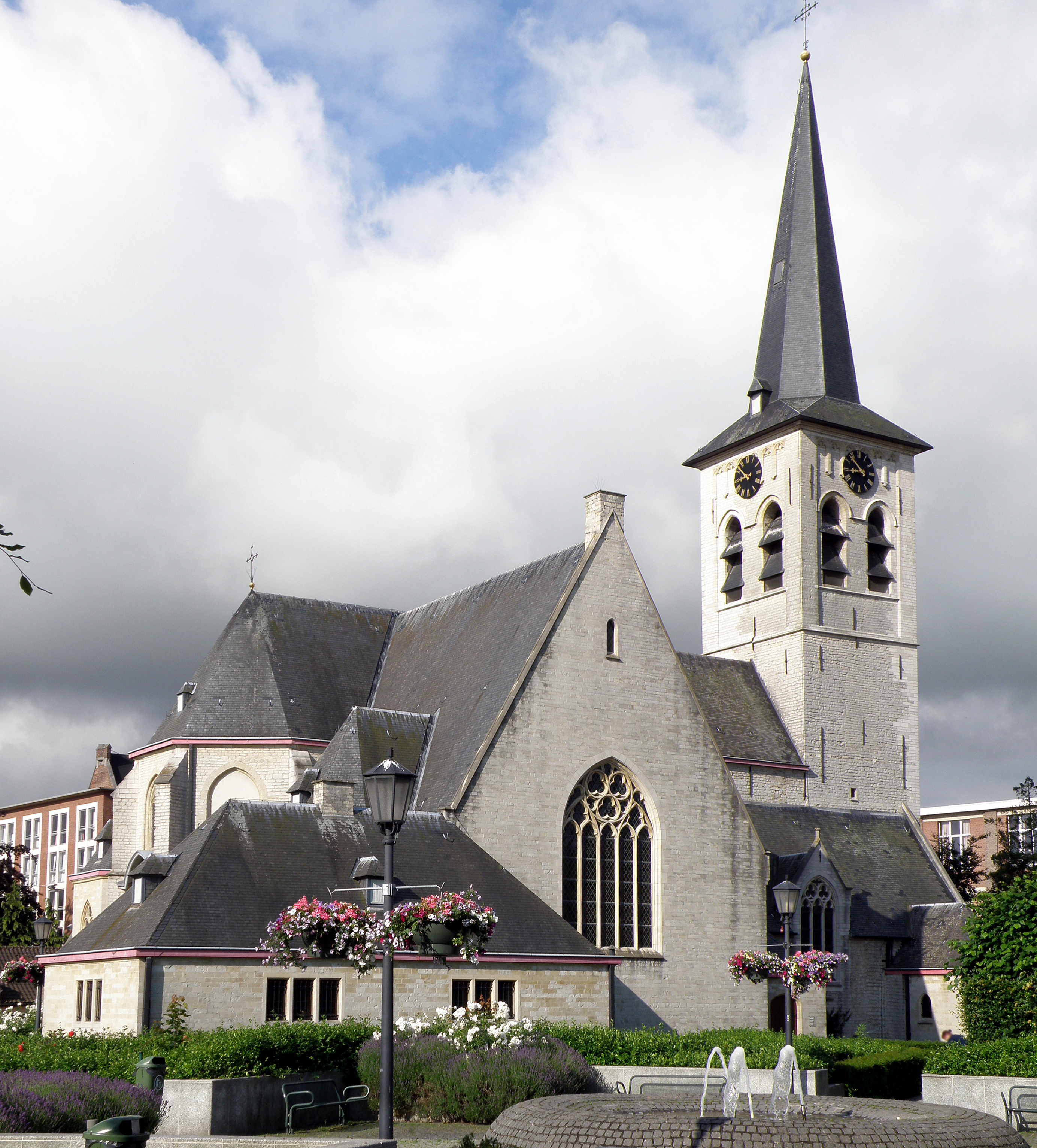
Sint-Jacobuskerk

De Sint-Jacobuskerk, gewijd aan Jacobus de Meerdere, is de parochiekerk van de Antwerpse plaats Borsbeek, gelegen aan de Jozef Reusenslei.

## Geschiedenis
Borsbeek was tot 1264 afhankelijk van de parochie van Deurne en werd vervolgens een zelfstandige parochie gelegen aan de pelgrimsroute naar Santiago de Compostella. Vanaf 1185 was het patronaatsrecht in bezit van de Abdij van Ename en in 1318 werd dit recht verkocht aan de Sint-Michielsabdij te Antwerpen. In de 15e eeuw werd de kerk herbouwd: het koor in 1485 en een toren in 1524.
In 1582 werd de kerk verwoest en in het eerste kwart van de 17e eeuw hersteld, maar in 1625 werd het gebouw getroffen door brand. In de 2e helft van de 18e en in de 19e eeuw vonden herstelwerkzaamheden plaats. In 1958-1959 werd de kerk vergroot door nieuwe en grotere kruisbeuken toe te voegen, naar ontwerp van Joseph Louis Stynen.

## Gebouw
Het betreft een georiënteerde kruiskerk met ingebouwde westtoren en opgetrokken in zandsteen. De onderbouw van de toren is uitgevoerd in Balegemse steen. De spits van de toren is laag gehouden in verband met de nabijheid van het vliegveld. De kerk is grotendeels gotisch, afgezien van het buitenproportionele transept.

## Interieur
Het kerkmeubilair is grotendeels in barokstijl en stamt uit het 4e kwart van de 17e eeuw en uit de 18e eeuw. Ook uit de 18e eeuw zijn de in gemarmerd hout uitgevoerde barokke beelden van Sint-Jacobus, Sint-Lucia en Onze-Lieve-Vrouw met kind.
Het koorgestoelte en de communiebank zijn 17e-eeuws, de preekstoel is uit de 18e eeuw. Van omstreeks 1710 zijn de twee biechtstoelen. Het marmeren doopvont is van 1663.
Het orgel is van 1857 met onderdelen van een ouder orgel. De orgelkast is in rococostijl.